# Salamancai római híd
A salamancai római kori híd (spanyol nevén: Puente romano vagy Puente Mayor del Tormes) a spanyolországi Salamanca egyik római kori műemléke. A város egyik jelképének számít, szerepel a település címerében is.

## Története
Építésének pontos időpontja vitatott, de legnagyobb valószínűséggel az 1. század második vagy a 2. század első feléből származik. Egyes feltételezések szerint Nero, Traianus vagy Hadrianus építtette, de a legelfogadottabb álláspont, hogy részben már Augustus idején felépült fából, majd Hadrianus idején építették át kőhíddá. A híd a Via de la Plata útvonal részét képezte. Az áradásokra már az építés idején felkészültek: védekezésül háromszögletű pillérvédőket toldottak hozzá a hídhoz.
Az évszázadok során számos alkalommal kellett felújítani, miután árvizek rongálták meg. Az első jelentős ilyen esemény 1256 novemberében volt, amikor 13 ív rongálódott meg, közülük néhány teljesen összedőlt: a felújítás mintegy 20 évig tartott. 1498-ban is volt olyan árvíz, amikor ívek semmisültek meg, de a legnagyobb áradás 1626-ban történt: ekkor 15 kivételével minden ív elpusztult, az újjáépítés pedig csak 50 év múlva lett kész. (Addig is egy ideiglenes fahídon történt a közlekedés.) Mindezek emellett még legalább öt felújításról vannak feljegyzések. Ma a Tormes folyó felsőbb folyásán épült víztározóknak köszönhetően az áradások nem veszélyeztetik.
Egészen 1913-ig szolgált, mint az egyik fő belépési pont a városba, ám ekkor átadták a közelében húzódó új, modern hidat, amely a régi híd szerepét kiváltotta. A római hidat 1931-ben nemzeti műemlékké nyilvánították.

## Leírás
A híd Salamanca történelmi belvárosától délre található, a Tormes folyó és annak ártere fölött. A belvároshoz közeli (jobb parti, azaz északi) rész még az eredeti római építmény, viszont a délebbi szakasz a 12. és a 13. századokból származik. Teljes hossza 358 méter, 27 íve közül 14 eredeti, így a valóban római korból származó híd csak 201 méteres, az új rész 157 méter hosszú. Mind az ívek magassága, mind a hídpálya szélessége 6 méter körül van. A római rész gránitból készült, de az új homokkőből.
Északi hídfőjénél egy verraco-szobor található, amelynek azonban hiányzik a feje, déli végén pedig két kőoszlop áll: az egyiken a város, a másikon Spanyolország címere látható kifaragva. Ezeket az oszlopokat az 1620-as években történt újjáépítéskor helyezték el. A híd közepén egy kisebb „bástyaszerű” építmény áll, ez az áradások során adott nagyobb stabilitást a hídnak. Korábban egy torony is állt ugyanitt, de az egy árvízben megsemmisült.
A hidat ma gyalogosok és kerékpárosok használhatják.

## Képek

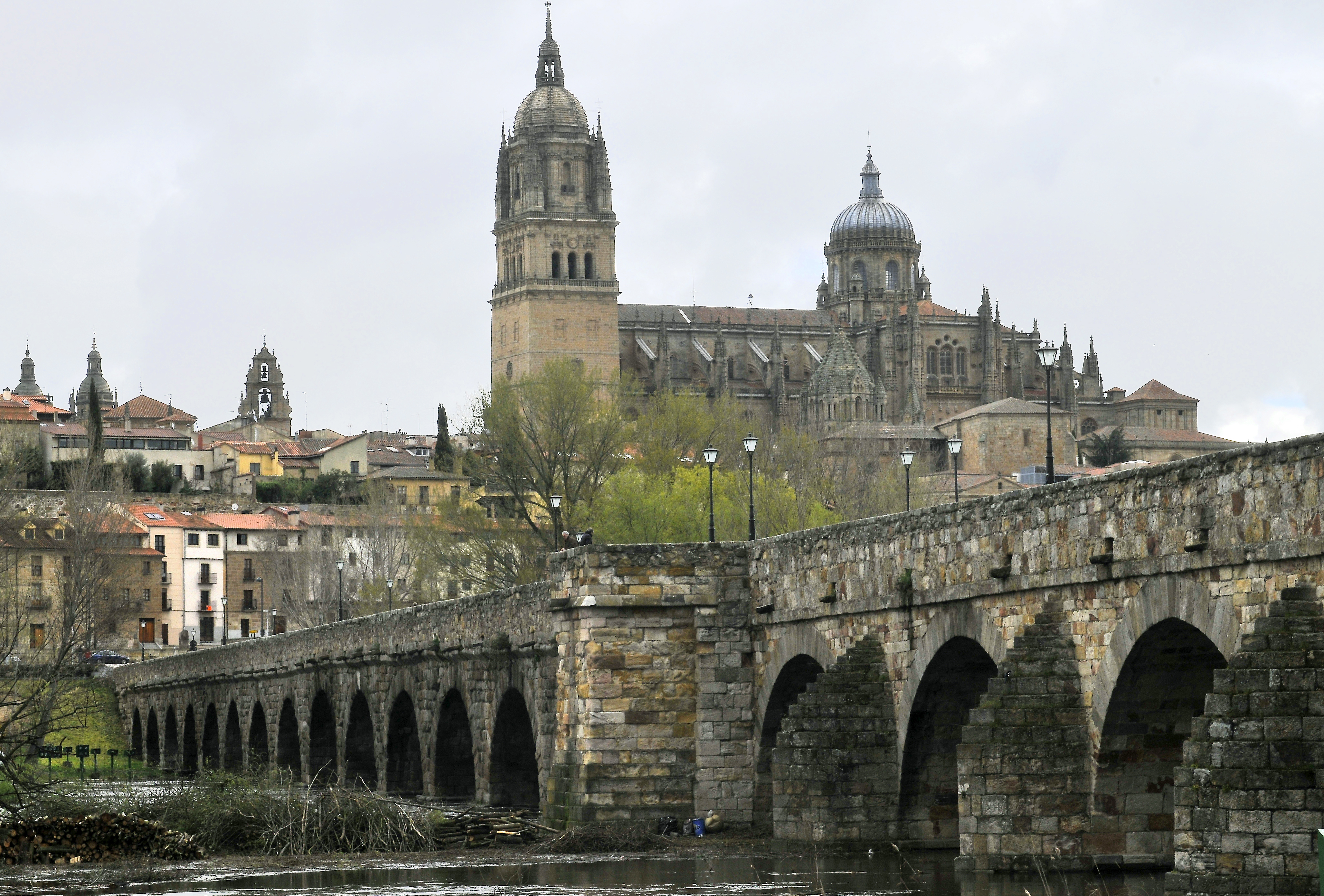
A híd és a székesegyház
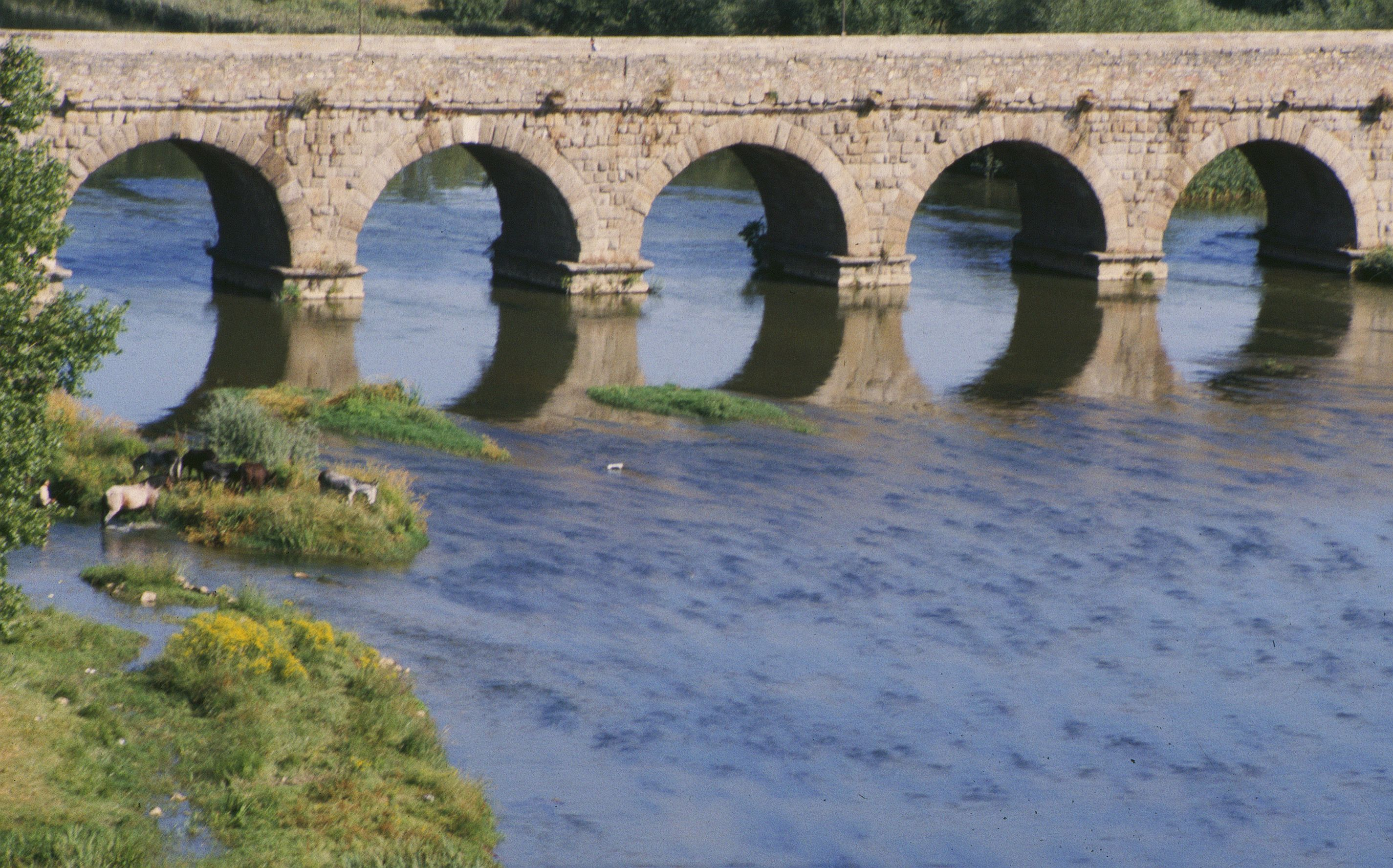
A híd és a Tormes folyó
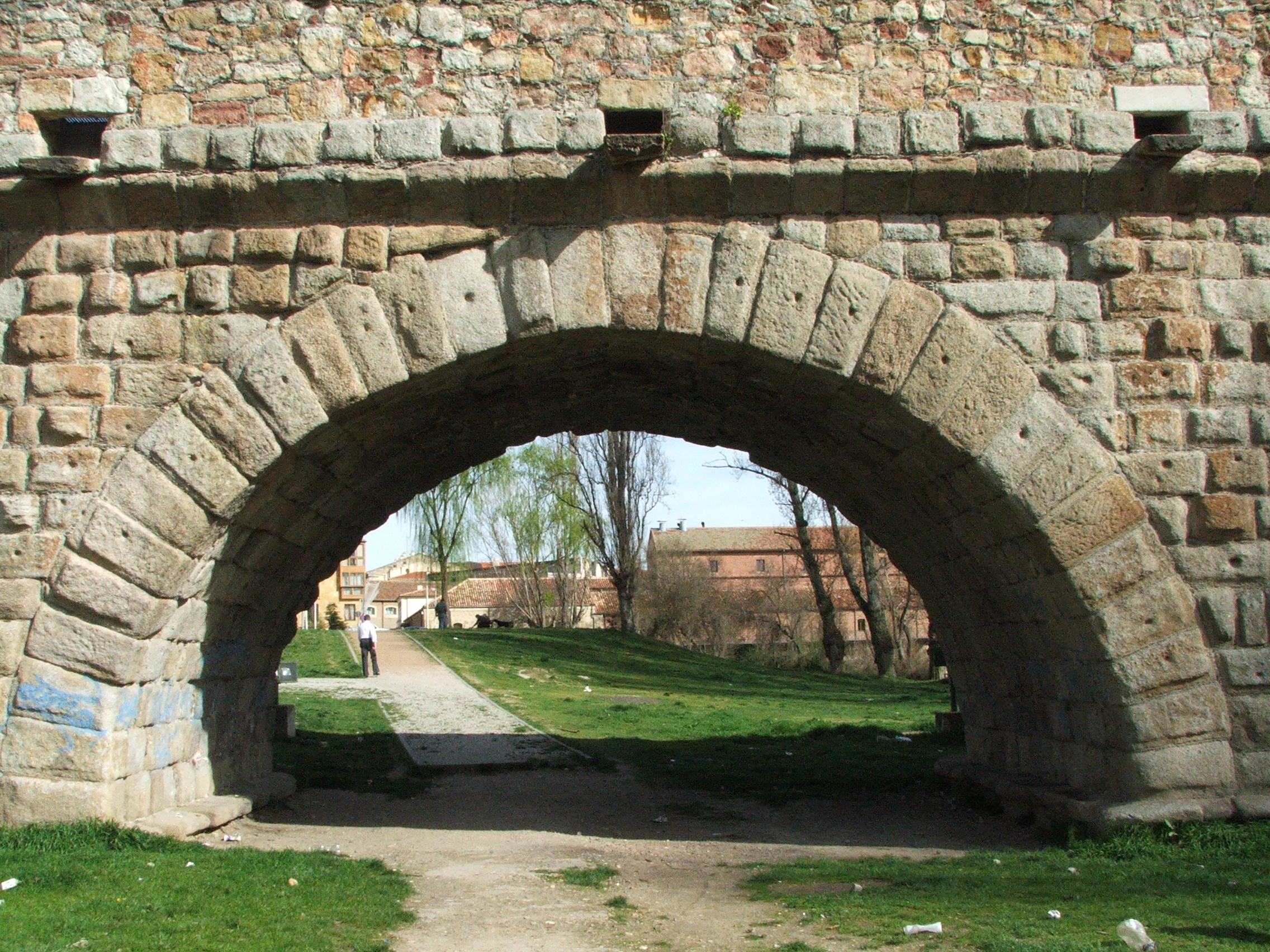
Részlet
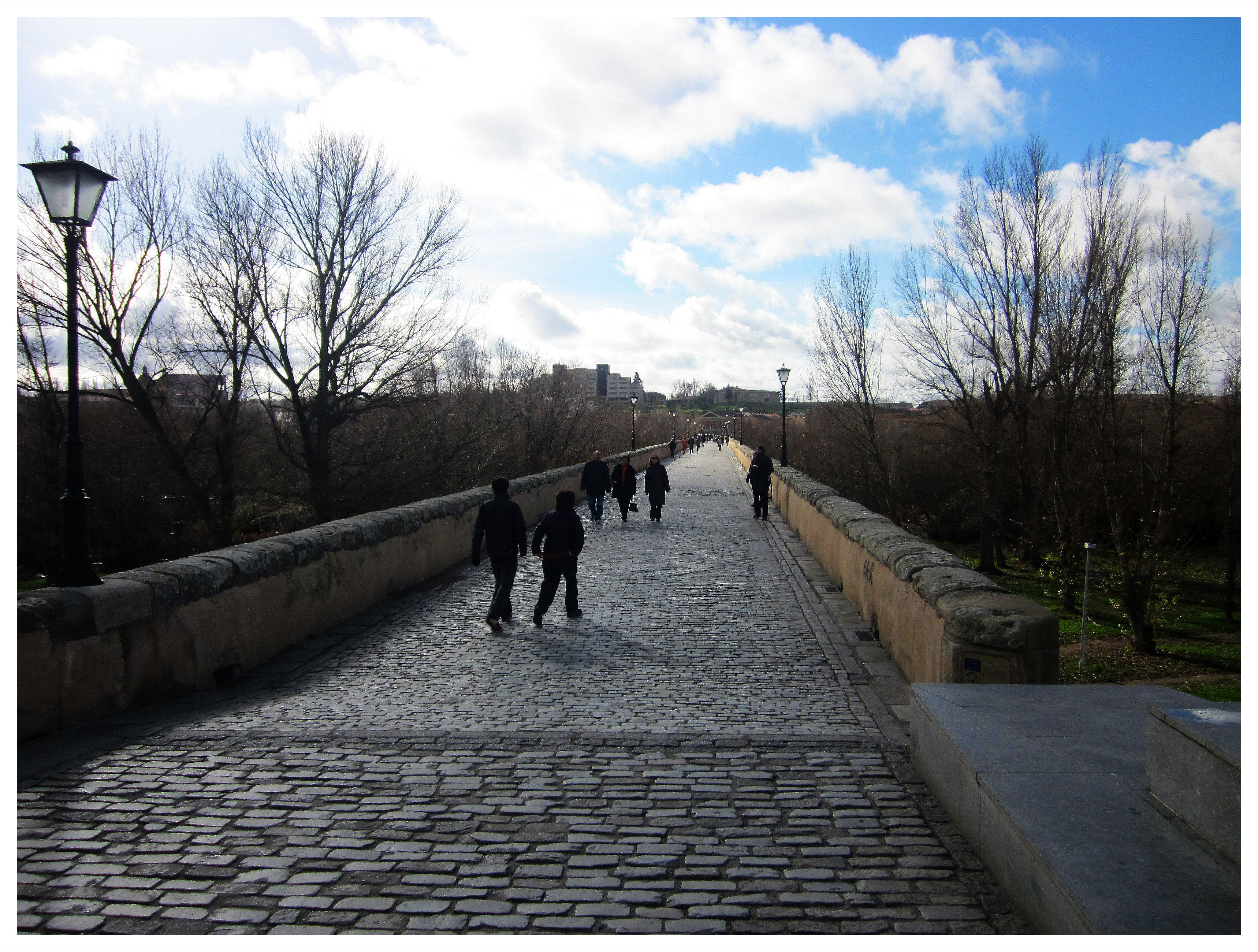
A hídpálya